# Bocq
Il Bocq è un piccolo fiume che scorre nella provincia belga di Namur, nella parte vallone del paese.

## Percorso

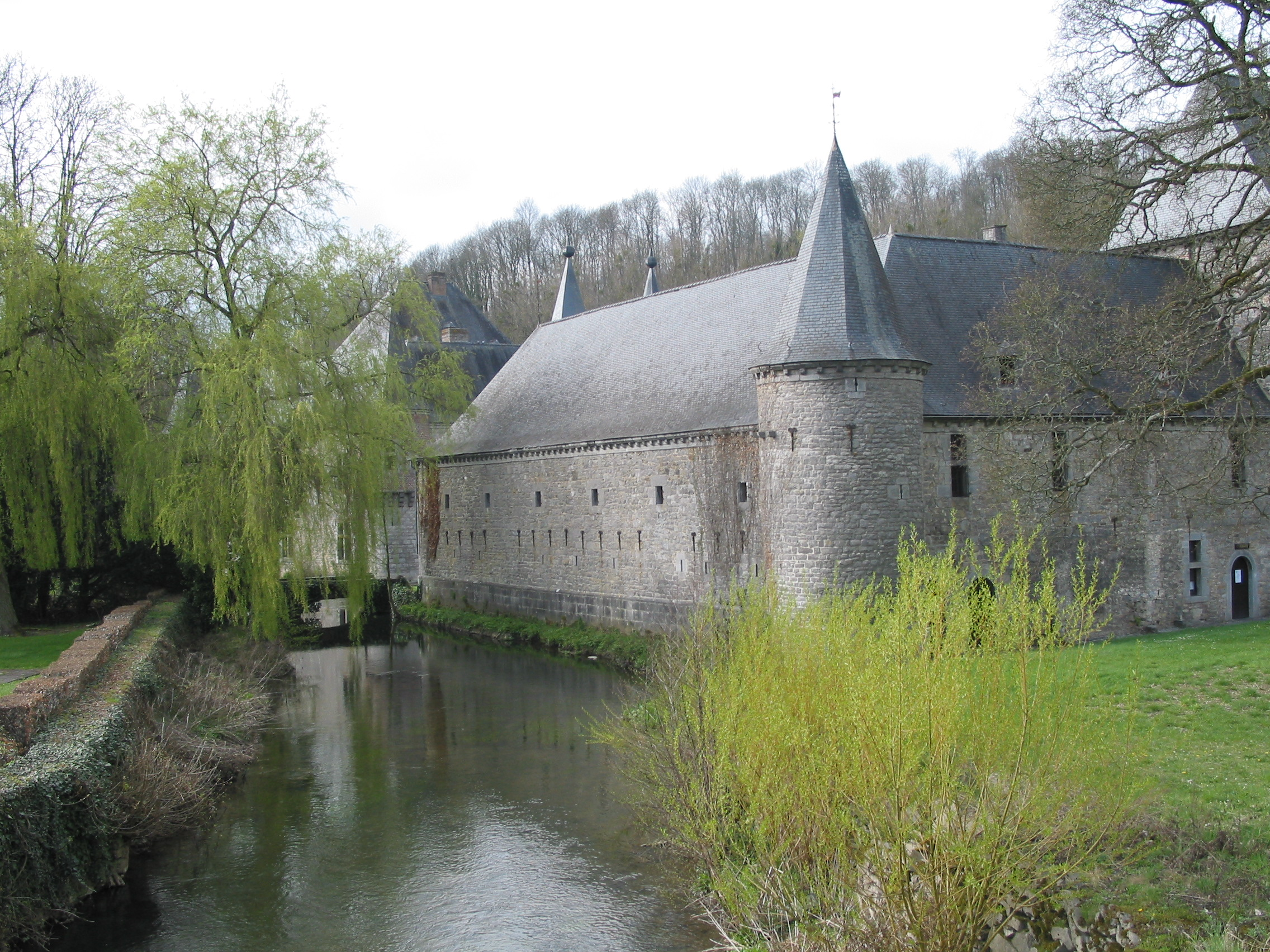
il Bocq vicino al castello di Spontin

Il Bocq ha la sua sorgente presso Scy, nel comune di Hamois, a 300 m s.l.m.
Si getta nella Mosa (riva destra) a Yvoir, dopo aver percorso circa 40 km.

## Comuni attraversati
- Hamois
- Ciney
- Yvoir